# Лиоплевродон
Лиоплевродон (лат. Liopleurodon от др.-греч. λεῖος «гладкий», πλευρά «бок», ὀδούς «зуб») — род крупных плиозавров среднего юрского периода.

## Открытие и виды
Название рода придумал Г. Севедж в 1873 году на основе очень скудных останков, состоящих из трех 70 мм зубов. Один зуб, найденный возле Булонь-сюр-Мер (Северная Франция) в слоях, датируемых келловейским ярусом, был отнесен к виду Liopleurodon ferox, другой зуб, тоже найденный во Франции, был наименован как Liopleurodon grossouvrei. В дальнейшем третий зуб обнаружили рядом с Каном, Франция; он был первоначально описан как и теперь приписывается виду Liopleurodon bucklandi. Севедж не приписывал род какой-либо конкретной группе рептилий в своих описаниях.
Окаменелости лиоплевродона были найдены в основном в Англии и Франции. Ископаемые образцы также известны из Германии.
В настоящее время существует два признанных вида в пределах рода Liopleurodon. Из келловейского яруса Англии и Франции хорошо известен L. ferox, в то время как останки L. pachydeirus из келловейского яруса Англии очень немногочисленны. Только от L. ferox известен более или менее полный скелет.

## Описание и образ жизни
Лиоплевродон был типичным плиозавром — с крупной узкой головой (не менее 1/5 общей длины), четырьмя мощными ластами, которыми животное отталкивалось от воды при плавании (принцип подводного полёта), и коротким хвостом. Он был очень хорошим пловцом. Исследования с плавающим роботом показали, что используемый плезиозаврами способ плавания обеспечивает большую скорость и подвижность, необходимые для преследующего охотника: взмахивая поочерёдно передними и задними парами ластов, лиоплевродон добивался лучшей манёвренности, а взмахивая ими одновременно — большей скорости.
Исследования черепа показали, что лиоплевродон, вероятно, мог улавливать запахи в воде своими ноздрями. При этом они не служили ему для дыхания — при плавании вода попадала во внутренние ноздри (расположенные впереди наружных) и выходила через наружные ноздри. Поток воды проходил через орган Якобсона, и таким образом лиоплевродон «нюхал» воду. При всплытии лиоплевродон дышал через рот.

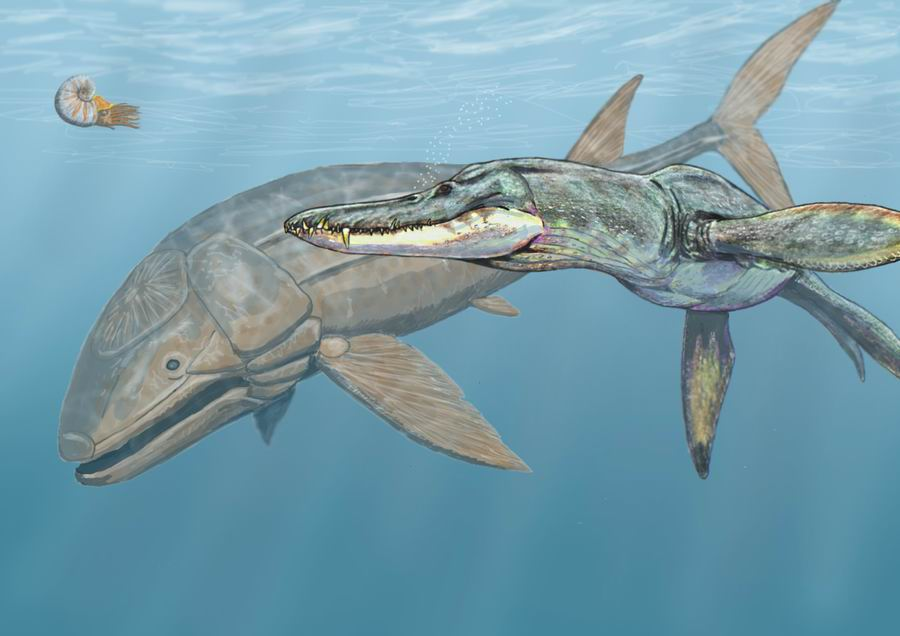
Leedsichthys problematicus и лиоплевродон.

### Питание
Лиоплевродоны питались крупной рыбой, моллюсками (в частности, аммонитами), а также другими морскими рептилиями. Известны следы на костях криптоклидов, оставленные зубами лиоплевродонов. Исследования анатомии другого схожего хищника, Pliosaurus kevani, показало, что плиозавриды не специализировались на встряхивании крупной добычи или вращением с ней в пасти, как это делают современные крокодилы для расчленения крупной добычи. Их сила укуса также была ниже, чем ожидалось бы от крокодила с черепом такого же размера. Несмотря на это, лиоплевродон и его родственники были доминирующими хищниками позднеюрских морей, компенсируя неустойчивость черепа к боковым нагрузкам режущими краями на зубах, относительно крупным размером головы и подвижностью.

### Размеры
Лиоплевродон впервые привлёк общественное внимание в 1999 году, когда он был изображен в эпизоде телесериала Би-би-си «Прогулки с динозаврами» как огромный, достигающий 25-метровой длины хищник весом в 150 тонн. Это было основано на фрагментарных остатках плиозавров, которые в наше время до сих пор очень плохо изучены и не классифицируются как представители рода Liopleurodon. В частности, монстр из Арамберри (Мексика), достигавший более 11,7 метров в длину, скорее всего, близок к кронозавру или плиозавру, обнаруженный в Норвегии 10-13 метровый плиозавр уже был классифицирован как Pliosaurus funkei, а гигантский Liopleurodon rossicus с почти трёхметровым черепом (по первоначальным реконструкциям), сейчас классифицируется как Pliosaurus rossicus или Pliosaurus macromerus. Ошибка с гигантским лиоплевродоном сохраняется также в документальных фильмах 2003 года.
Правильно оценивать размер большинства плиозавров очень трудно, потому что не так много известно об их посткраниальной анатомии. Палеонтолог Л. Б. Тарло предположил, что общая длина плиозавров может быть оценена по длине их черепов, которые, как он утверждал, составляли приблизительно одну седьмую часть от общей длины тела. Применяя это соотношение, крупнейший известный экземпляр лиоплевродона, как предполагалось, был бы чуть больше 10 м в длину, в то время как типичный диапазон размеров колебался от 5 до 7 м. Тем не менее, дальнейшее исследование кронозавра и относительно полные скелеты L. ferox (скелет GPIT 1754/2, имеющий череп длиной 94 см и общую длину в 4,88 м) показывают, что их черепа составляли примерно одну пятую от общей длины тела. Это предполагает максимальную длину очень крупного образца (экземпляр CAMSM J.27424) лиоплевродона в 6,39 м на основе 1,23 м черепа, в то время как большинство взрослых особей имело длину от 3,2 до 4,5 м. Однако, самый крупный известный череп лиоплевродона имеет длину в 126,5 см по средней линии или 154 см от кончика предчелюстной кости до края квадратных костей (экземпляр NHMUK PV R3536) и принадлежал чуть более крупному животному.